# جون دالي (متزلج جماعي)
جون دالي (بالإنجليزية: John Daly)‏ هو متزلج صدري أمريكي، ولد في 10 يونيو 1985 في لونغ آيلند في الولايات المتحدة.

## وصلات خارجية
- جون دالي على موقع IBSF (الإنجليزية)
- جون دالي على موقع اللجنة الأولمبية الدولية (الإنجليزية)
- جون دالي على موقع أوليمبيديا (الإنجليزية)
- جون دالي على موقع اللجنة الأولمبية والبارالمبية الأمريكية (الإنجليزية)